# Dudelange
Dudelange é uma comuna de Luxemburgo com status de cidade, pertencente ao distrito de Luxemburgo e ao cantão de Esch-sur-Alzette.

## Demografia
Dados do censo de 15 de fevereiro de 2001:
- população total: 17.320
  - homens: 8.387
  - mulheres: 8.933

- densidade: 810,10 hab./km²

- distribuição por nacionalidade:

| Nacionalidade  | População | %      |
| -------------- | --------- | ------ |
| luxemburgueses | 11.692    | 67,51% |
| estrangeiros   | 5.628     | 32,49% |
| - portugueses  | 2.815     | 16,25% |
| - franceses    | 716       | 4,13%  |
| - italianos    | 883       | 5,10%  |
| - belgas       | 204       | 1,18%  |
| - alemães      | 189       | 1,09%  |
| - iuguslavos   | 427       | 2,47%  |
| - outros       | 394       | 2,27%  |

- Crescimento populacional:

| Ano        | População |
| ---------- | --------- |
| 15/02/2001 | 17.320    |
| 01/01/2002 | 17.411    |
| 01/01/2003 | 17.502    |
| 01/01/2004 | 17.514    |
| 01/01/2005 | 17.618    |